# Bristol Cars
Bristol Cars es un fabricante artesanal de automóviles de lujo, con base en Filton, en los alrededores de la ciudad británica de Bristol. Bristol Cars no tiene concesionarios ni distribuidores, por lo que trata directamente con sus clientes; aunque tienen una sala de exposición en Kensington,  en Londres. La empresa declara que es la única que queda en manos británicas que se dedica a la producción de automóviles de lujo. Nunca ha fabricado sus productos en grandes cantidades; de hecho, la última declaración de producción, de 1982, confirmaba que se produjeron un total de 104 Bristol en ese año.

## Imagen y filosofía de empresa

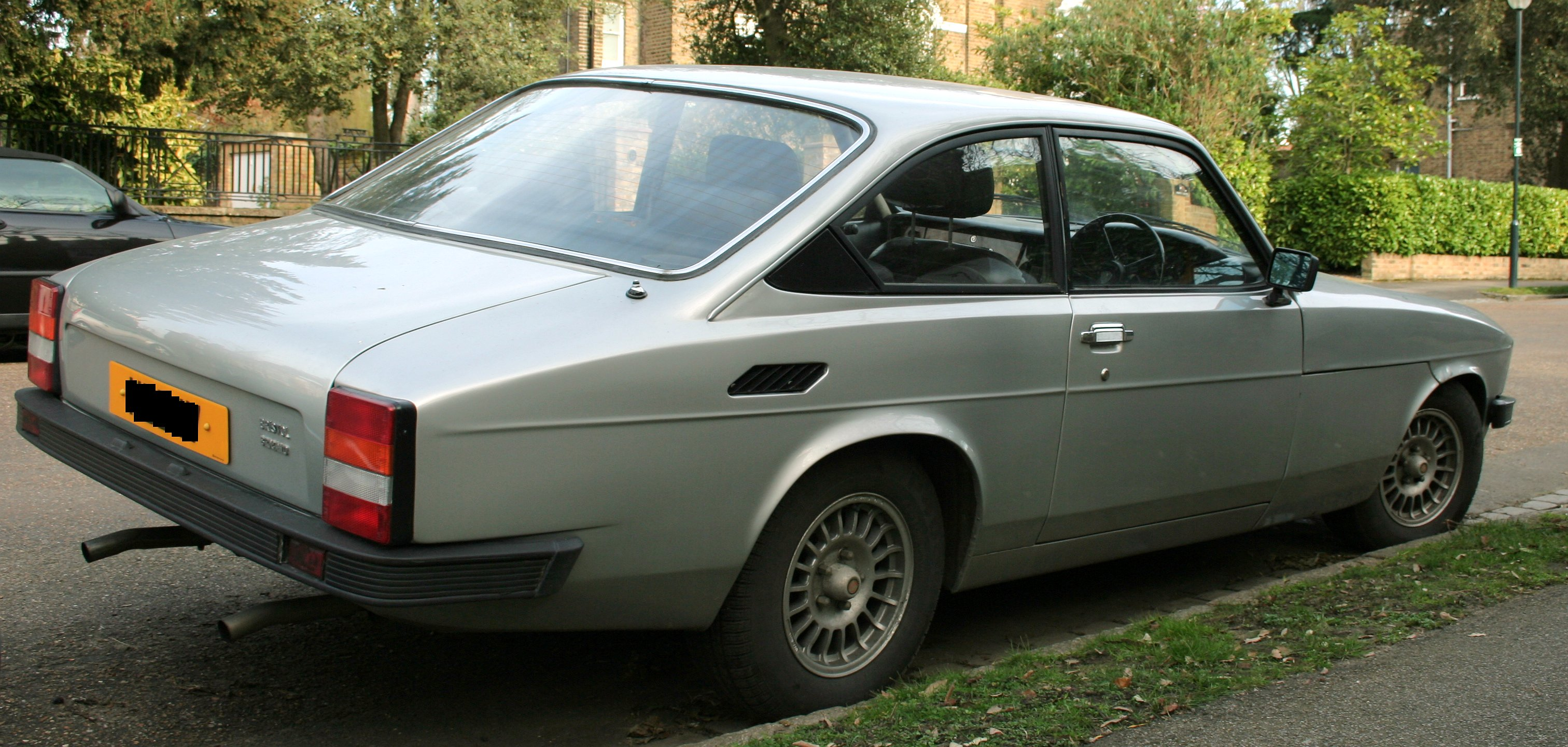
Bristol Britannia.

Los automóviles fabricados por Bristol son considerados por la misma empresa como "agradablemente discretos", y están basados más en la tradición y la practicalidad que en la ostentación. Sus productos todavía se hacen a mano, necesitando 4 veces más tiempo de trabajo humano para ser completado que otros vehículos similares.
Su diseño es discreto, como reza la publicidad de la marca: "La creación de un ingeniero, y no la de un diseñador". Aunque las berlinas Bristol ofrecen un "espacio digno de viaje para 4 personas de 2 metros y sus equipajes", un diseño eficiente consigue que un Bristol Blenheim sea más estrecho que un Ford Mondeo y más corto que los productos de sus rivales. Suelen tener grandes espacios para el equipaje; pues la rueda de repuesto va alojada tras un panel en la aleta frontal izquierda; dejando la derecha para la batería y los fusibles. De esta manera, no se ocupa espacio en otras partes donde sería más útil.
La compañía vende sus productos como un efectivo medio de transporte para la vida diaria en lugar de como una indulgencia ocasional. Con un mantenimiento normal, Bristol asegura que el vehículo sobrevivirá a su dueño. Producen sus propias piezas de recambio, y vuelven a producir material, aunque sea a mano, si el mercado lo necesita. También suministran mejoras a sus vehículos vendidos, como nuevos motores.
Debido a su bajísima producción, falta de glamour y a no tener publicidad alguna, muy poca gente reconocería un Bristol hasta en el Reino Unido. Debido a esta exclusividad, un cierto tipo de compradores se sienten atraídos hacia sus productos. De todas formas, Bristol sufrió un cambio en la imagen de sus compradores, cuando Liam Gallagher, componente de la banda de rock Oasis, no considerado como un típico propietario de Bristol, compró una unidad de Blenheim.
Los Bristol de segunda mano se consideran generalmente clásicos, debido a su calidad, rareza y su precio original.
Bristol sólo tiene una sala de exposición, que se encuentra en el 368–370 de Kensington High Street, en Londres.

## Historia

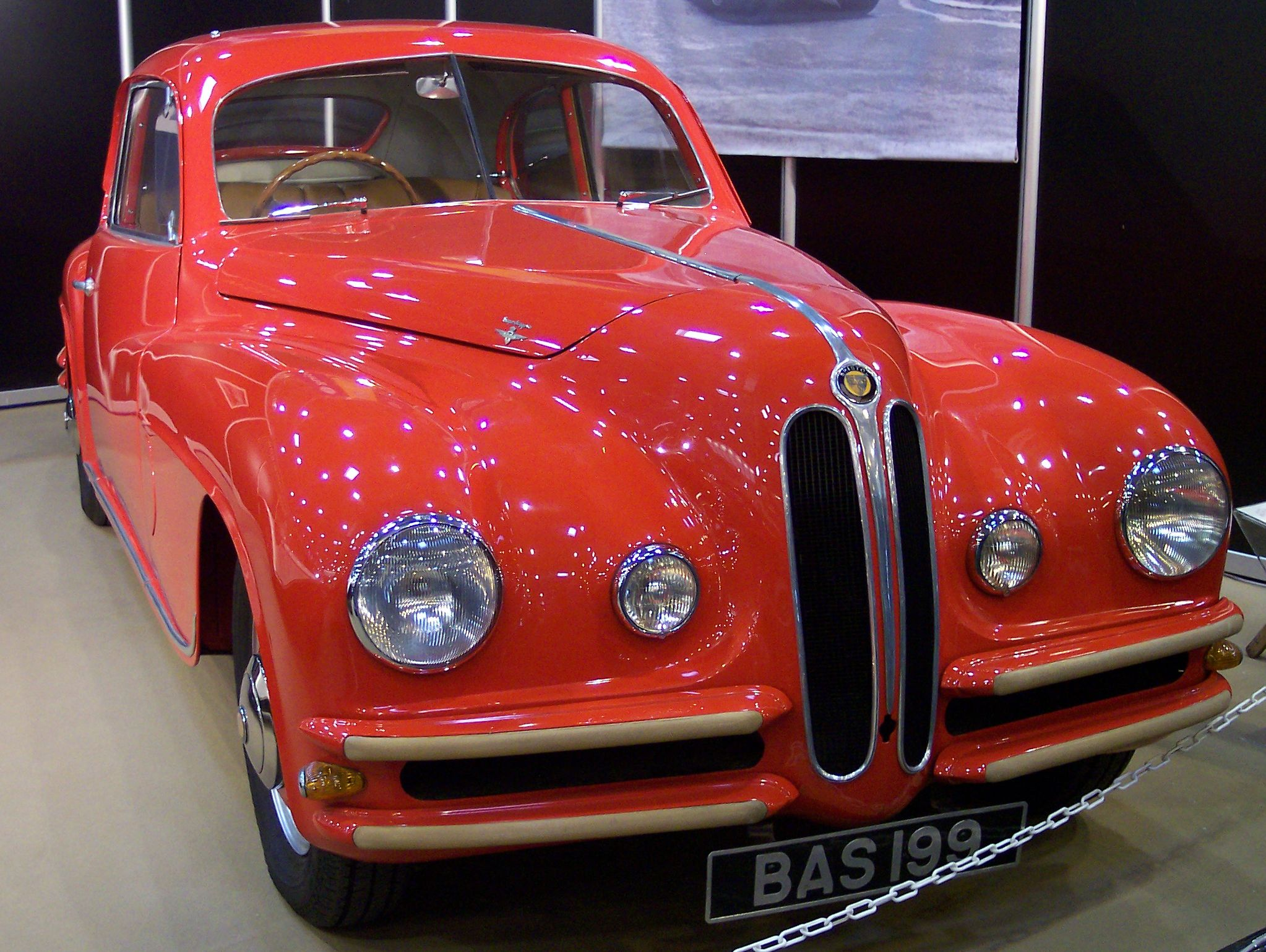
Bristol 401.

La historia de Bristol Cars comenzó hacia 1945. Con la previsión de un excedente de mano de obra tras la Segunda Guerra Mundial, la Bristol Aeroplane Company (BAC) comenzó a trabajar con AFN Ltd, fabricante del Frazer Nash, con los planes de establecer una joint venture en fabricación automotriz. Hacia julio de 1945, BAC había creado su división automovilística y compró un gran paquete de acciones de AFN. H.J. y D.A. Aldington siguieron siendo directores de AFN, a los que se les unieron en la cámara Reginald Verdon-Smith y George Middleton White, ambos hijos de directores de la BAC. Reginald Verdon-Smith fue elegido jefe y H.J. Aldington director.
H.J. Aldington, que todavía trabajaba para el Ejército Británico, hizo uso de sus contactos en el ejército para poder visitar una fábrica bombardeada durante la guerra de BMW en la ciudad alemana de Múnich en varias ocasiones en 1945, culminando sus viajes en una visita "obligada" en octubre del mismo año, junto a su hermano y dos representantes de la empresa, para tomar planos detallados de sus coches y llevarse varios motores en desarrollo a Bristol. Esta fue una difícil maniobra, dado que Múnich quedó bajo mando del ejército estadounidense, que ordenó que la planta fuera desmantelada y embalada para ser transportada a Estados Unidos. Estos planos y motores fueron declarados como reparaciones de guerra. El ingeniero jefe de BMW Fritz Fiedler comenzó a trabajar para AFN, con quien continuó el desarrollo del motor BMW 328.
A mediados de 1947, las diferentes intenciones de los Aldington y Bristol se fueron clarificando y Bristol cortó sus lazos con AFN, devolviendo su controla la familia Aldington. Anteriormente ese año, BAC había registrado la compañía Bristol Cars Ltd, aunque siguió vendiendo sus coches unos años más como Bristol Aeroplane Company.
El primer modelo, de 1947, el Bristol 400, estaba claramente basado en los BMW de preguerra. Su carrocería se parece mucho a la del BMW 327, mientras que su motor y suspensión eran clones de diseños de BMW, concretamente de los modelos BMW 328 y BMW 326. Incluso su parrilla de doble riñón BMW permaneció intacta.
Hasta 1961, todos los Bristol usaban evoluciones del motor de 6 cilindros derivado de BMW. Este afamado motor también propulsaba a varios automóviles deportivos y de competición, incluyendo todos los Frazer Nash de después de la guerra y algunos de sus prototipos, algunos AC, algunos Lotus y Cooper de competición, entre otros. En 1961, con el lanzamiento del Bristol 407, la empresa se pasó a los mayores Chrysler V8, más adecuados para sus vehículos, cada vez más pesados. Desde entonces, hasta hoy, todos los Bristol, incluyendo los modelos de la gama actual, equipan motores Chrysler.
Desde 1960 y hasta 1973, el antiguo piloto de carreras Tony Crook y Sir George White poseyeron Bristol Cars. En 1973, Sir George vendió su paquete de acciones a Tony Crook. En 1997, Toby Silverton entró en la empresa. Fue a partir de entonces cuando Bristol experimentó el mayor grado de desarrollo de sus coches en tiempos recientes; especialmente con el nuevo Bristol Fighter. Crook vendió la empresa de repente a Silverton en 2001.
Algunos Bristol fueron construidos como chasis, y después fueron carrozados por empresas especialistas como Zagato, con materiales ligeros; o de líneas personalizadas de mano de Arnolt.
La marca se declaró en bancarrota en 2020, tras su liquidación fue adquirida por el ingeniero Jason Wharton. Su intención es comenzar a trabajar en una producción del Bristol 411, bajo la modalidad de FIA Continuation Series. También se planea rediseñar y reanudar la producción del Bristol Fighter.

## Modelos

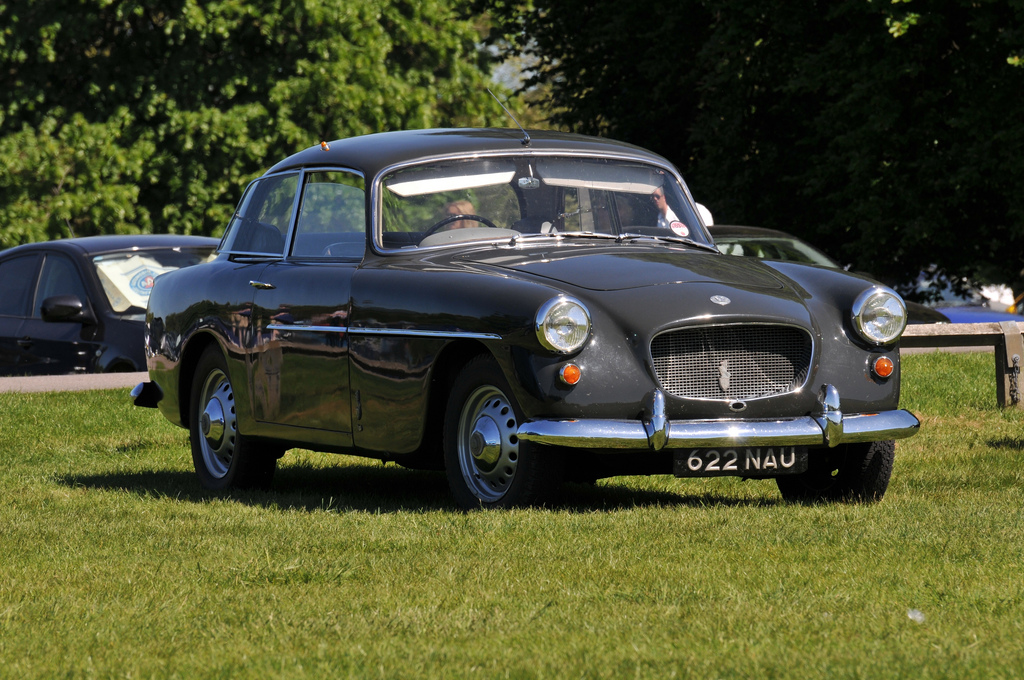
Un 1960 Bristol 406.

### Con motor de fabricación propia
- Type 400 (1946 – 1950)
- Type 401 (1948 – 1953)
- Type 402 (1949 – 1950)
- Type 403 (1953 – 1955)
- Type 404 (1953 – 1955)
- Type 404X Arnolt Bristol (1954 – 1958)
- Type 405 (1954 – 1958)
- Type 405D (1954 – 1958)
- Type 406 (1958 – 1961)
- Type 450 (1952 – 1955)

### Con motor de origen Chrysler
- Type 407 (1961 – 1963)
- Type 408 (1963 – 1966)
- Type 409 (1965 – 1967)
- Type 410 (1967 – 1969)
- Type 411 (1968 – 1976)
- Type 412 (1975 – 1994)
  - Beaufighter
  - Beaufort
- Type 603 (1976 – presente)
  - Britannia
  - Brigand
  - Blenheim
  - Blenheim 2
  - Blenheim 3, 3S y 3G
  - Blenheim 4
- Blenheim Speedster
- Bristol Fighter